# Geboorte (leven)

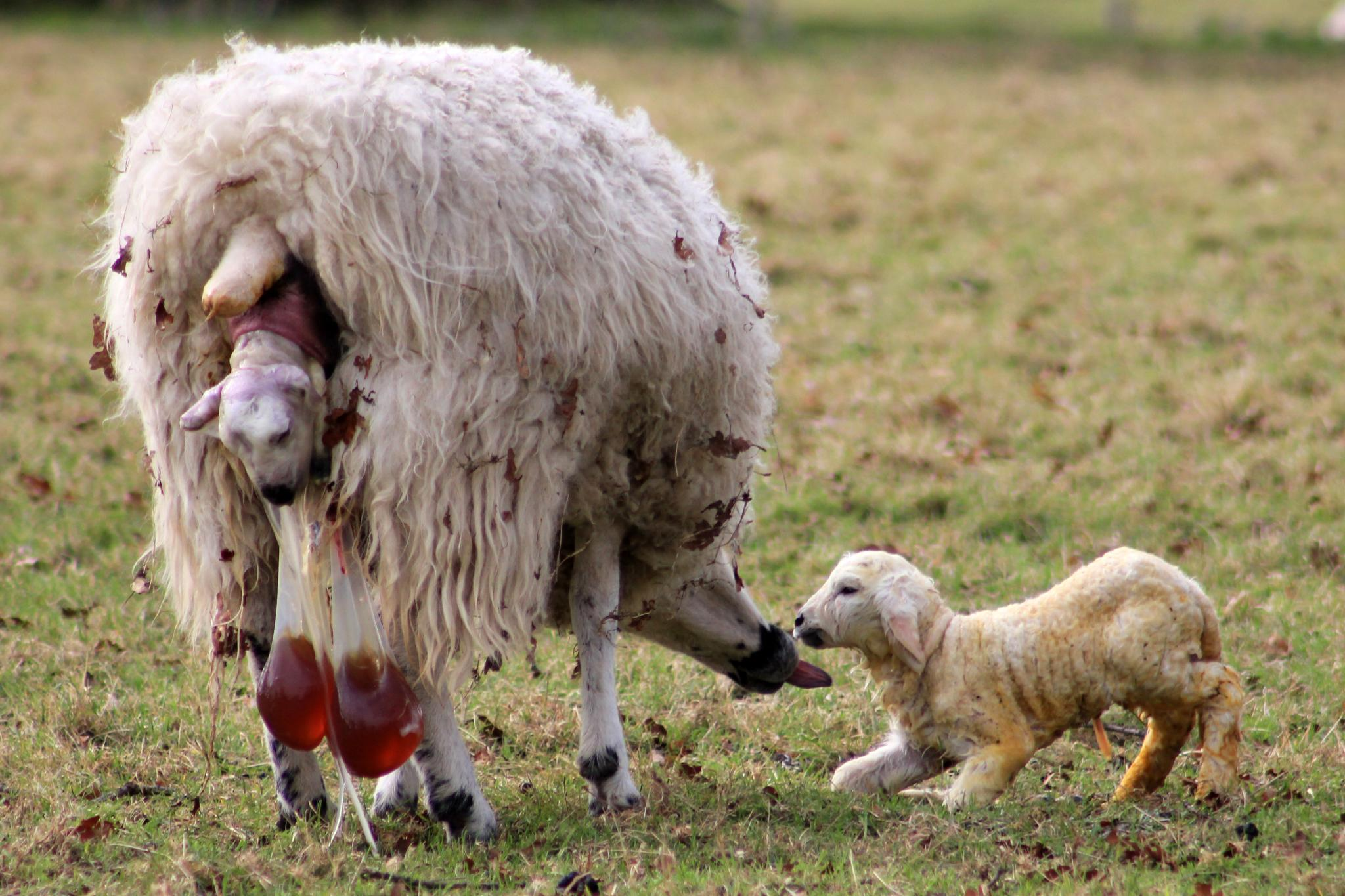
Lammetje wordt geboren

Geboorte is het ontstaan van een zelfstandig nieuw leven uit andere organismen van dezelfde soort.

## Geboorte bij hogere dieren
De geboorte vindt bij hogere diersoorten plaats na de bevruchting en een daaropvolgende periode van groei in een ei of van een embryo in het lichaam van de moeder. Bij mensen heet deze periode de zwangerschap, bij dieren de draagtijd. Het moment waarop het nieuwe organisme ter wereld komt is de bevalling.
Bij zoogdieren vindt de geboorte plaats door samentrekking van de baarmoeder, waardoor de foetus (het embryo vlak voor de geboorte) uit het lichaam van het moederdier naar buiten komt. Bij mensen heet dat proces bevalling, deze term wordt ook wel voor het geboorteproces van andere zoogdieren gebruikt, maar meestal wordt hier geworpen gebruikt. De worpgrootte kan variëren van één tot meer dan tien nakomelingen. Bij de meeste zoogdieren zijn pasgeboren dieren gedurende de eerste tijd na de geboorte nog afhankelijk van moedermelk en verdere broedzorg. Bij de buideldieren groeit het jonge dier nog lange tijd door in de buidel van de moeder.

## Eierleggende dieren
Bij dieren die eieren leggen, wordt gewoonlijk niet van geboren worden, maar van uit het ei komen gesproken, omdat het ouderdier niet baart, maar eieren legt.
Bij vogels komt het jonge dier, het kuiken, uit het ei. Bij de vogels spreekt men van nestvlieders en nestblijvers wanneer respectievelijk de jonge vogels meteen het nest verlaten of wanneer zij geruime tijd daar doorbrengen alvorens zich het vliegen eigen te maken.
Bij vissen en reptielen komen de jonge dieren ook uit een ei, waarbij de ouders soms broedzorg vertonen, maar ook soms geheel afwezig zijn. Sommige vissen nemen de eieren in hun mond, de zogeheten muilbroeders. Sommige vissen en ook reptielen zijn levendbarend, het jonge dier komt dan al uit het ei in het lichaam van de moeder.
Insecten komen ook uit eieren. In de levenscyclus van insecten zijn er twee typen te onderscheiden: de onvolledige gedaanteverwisseling en de volledige gedaanteverwisseling. Bepaalde parasitaire insecten zoals sluipwespen leggen hun eieren in andere dieren, waar deze uitkomen en zich ontwikkelen.